# Nicrophorus chilensis
Nicrophorus chilensis är en skalbaggsart som beskrevs av Philippi 1871. Nicrophorus chilensis ingår i släktet Nicrophorus och familjen asbaggar. Inga underarter finns listade i Catalogue of Life.